# Incilius coccifer
Incilius coccifer es una especie de anfibio anuro de la familia Bufonidae. Es nativo de América Central y el sur de México.

## Distribución y hábitat
Su área de distribución incluye el sur de México (sur del istmo de Tehuantepec, Oaxaca, Chiapas), vertiente del Pacífico de Guatemala, El Salvador, Honduras, Nicaragua y Costa Rica.  
Su hábitat se compone de bosque húmedo y seco de tierras bajas, así como zonas antropogénicas como pastizales, jardines y zanjas. Su rango altitudinal oscila entre 0 y 1435 m s. n. m..